# Château de Lichtenberg
O Château de Lichtenberg é um castelo erguido na vila de Lichtenberg, no departamento de Bas-Rhin, na Alsácia, no nordeste da França
O castelo foi citado pela primeira vez em 1206, como lar dos Senhores de Lichtenberg.